# Colonisation italienne des Amériques
Le rôle de l'Italie dans la colonisation des Amériques était essentiellement lié à :

Christophe Colomb, découvreur de l'Amérique, était italien, mais travaillait pour le compte de l'Espagne.

- une tentative avortée de création d'une colonie dans les Amériques, dans l'actuelle Guyane française, réalisée par le grand-duché de Toscane au début des années 1600 ;
- une tentative de création d'une colonie aux Antilles par un grand maître italien des chevaliers Hospitaliers de Malte (qui dépendait alors de jure de la Sicile) ;
- au fait qu'à partir de 1518 environ, les marchands de la république de Gênes dirigeaient le commerce et le port du Vieux Panama (Panamá Viejo), la plus ancienne colonie européenne de la côte Pacifique des Amériques.

Par ailleurs :
- des explorateurs et colonisateurs italiens se sont mis au service d'autres nations européennes ; et,
- à partir des premières décennies du XIXe siècle, il y avait des « colonies » d'Italiens dans de nombreux pays d'Amérique latine[a].

## L'expédition Thornton

Ferdinand Ier ordonna une expédition afin de créer une colonie toscane sur le territoire de l'actuelle Guyane française.

La seule tentative concrète d'un des États italiens pour créer une véritable colonie dans les Amériques fut l'« expédition Thornton » du grand-duché de Toscane.
Promu par Ferdinand Ier de Médicis et dirigée par le capitaine anglais Robert Thornton, l'expédition s'embarqua en 1608 pour la Guyane, la vaste région côtière d'Amérique du Sud entre les embouchures de l'Orénoque et du fleuve Amazone, dans le but d'explorer la région et éventuellement d'y établir une colonie. L'expédition atteint les Amériques en 1609 et revient la même année, apportant avec elle des informations, des indigènes et des marchandises.
Cependant, Ferdinand décède au début de 1609, ce qui condamne le projet, étant donné que son successeur Cosme II n'était pas intéressé par les perspectives coloniales. Au cours de l'été 1609, Thornton était en effet prêt à retourner au Brésil avec une centaine de colons de Livourne et de Lucques, mais ce projet n'eut finalement aucune suite.

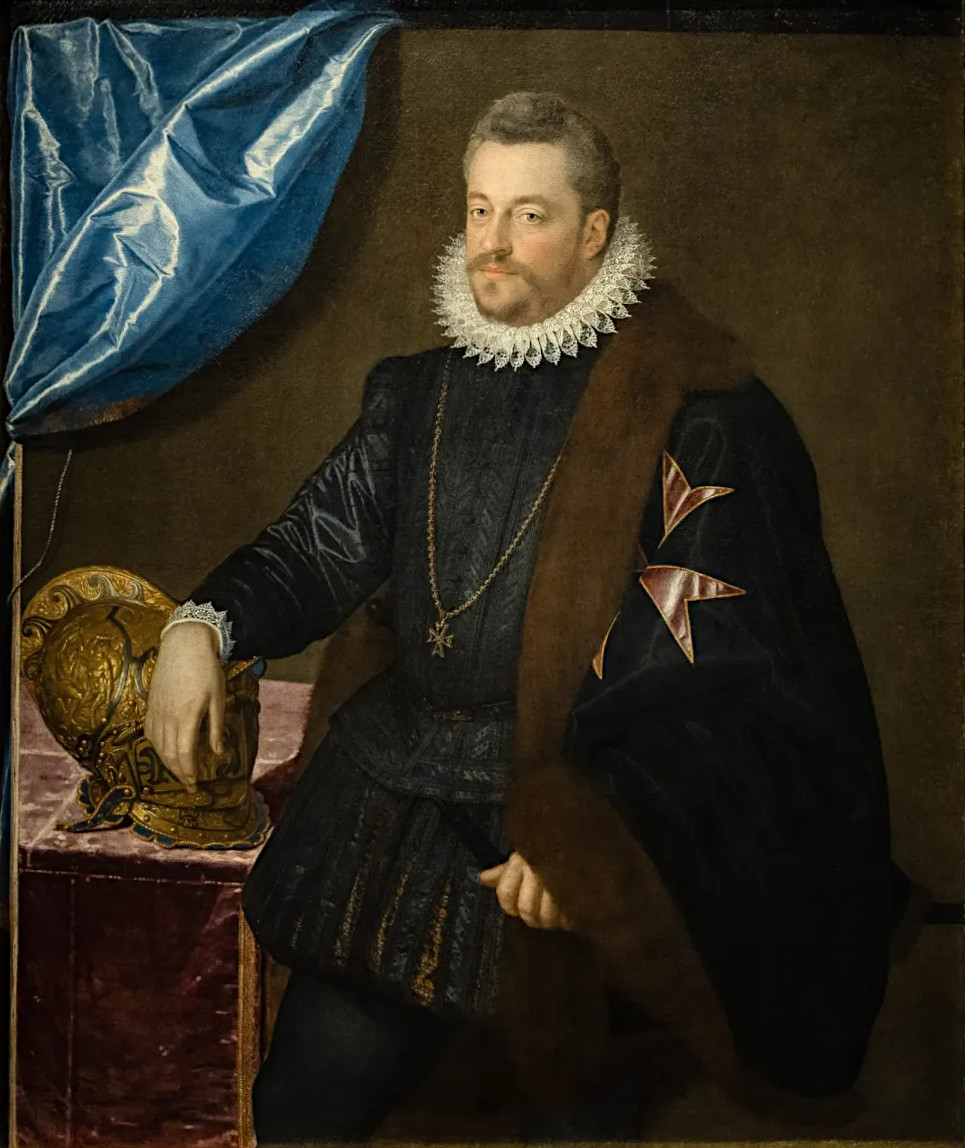
Ferdinand Ier de Médicis, Grand-Duc de Toscane

## Le port panaméen de la république de Gênes
Les Génois obtiennent des Espagnols, alliés à la république de Gênes, une concession importante notamment pour la traite négrière en destination du Nouveau Monde (le monopole de l'Asiento de Negros a été confié à des marchands génois établis à Séville en 1518).
Au XVIIe siècle, un groupe de bâtiments à un étage connu sous le nom de Casa de los Genoveses se dressait entre la plage portuaire de La Tasca et la Calle de los Calafates, dominant ainsi toute la baie de Panama Viejo. On suppose que ces entrepôts appartenaient aux marchands génois Domenico Grillo et Ambrogio Lomellini (détenteurs de l'Asiento de Negros en 1662-1671) et qu'ils étaient le siège de la traite des noirs dans la ville.
Les Génois conservèrent la concession jusqu'à la destruction de la ville originelle, à la suite du raid du pirate Henry Morgan en 1671.

## Voir également
- Colonisation européenne des Amériques
- Diaspora italienne dans les Amériques
- Colonisation hospitalière des Amériques